# Neolophonotus schofieldi
Neolophonotus schofieldi là một loài ruồi trong họ Asilidae. Neolophonotus schofieldi được Londt miêu tả năm 1988. Loài này phân bố ở vùng nhiệt đới châu Phi.